# Fenciclidina
La fenciclidina (contracción del nombre químico fenilciclohexilpiperidina), conocida por su abreviatura del inglés, PCP, es una droga disociativa de la familia de las arilciclohexilaminas. Es usada como agente anestésico que posee efectos alucinógenos y neurotóxicos. Se la conoce comúnmente como polvo de ángel, píldora de la paz o hierba mala (cuando es consumida en combinación con la marihuana).
La fenciclidina se desarrolló inicialmente en 1926 y se llevó al mercado como un anestésico en la década de los 50 por la compañía farmacéutica Parke-Davis (en inglés). La fenciclidina está en la Lista II de Estados Unidos según la Convención sobre sustancias psicotrópicas de 1971. Se suele fumar, aunque también es posible consumirla por vía oral, nasal, o intravenosa.
Los efectos adversos pueden ser ataques epilépticos, coma, adicción y un aumento del riesgo de suicidio. Incluso al interrumpir el consumo, pueden ocurrir "flashbacks", en los que el usuario siente los efectos de esta sustancia sin estar utilizándola.

## Química y farmacología
Química y farmacológicamente es un miembro de la familia de los anestésicos disociativos, dentro de los cuales se incluye la ketamina, tiletamina (en inglés) y altas dosis de dextrometorfano.
Aunque los efectos psicoactivos primarios de la droga sólo duran horas, la eliminación total del cuerpo tarda mucho más tiempo, usualmente varias semanas.

### Farmacodinámica
El receptor NMDA, un tipo de receptor ionotrópico, se encuentra en las dendritas de las neuronas y recibe señales en forma de neurotransmisores. La fenciclidina actúa como un antagonista de estos receptores. La ingestión de fenciclidina causa una despolarización prolongada de la neurona.

### Toxicología
La fenciclidina es una neurotoxina. Es más tóxica que otras drogas disociativas y su toxicidad es más compleja. Los daños afectan a diferentes partes del cerebro y probablemente afecten a sistemas receptores diversos.
Algunos estudios en ratas encontraron que, junto con otros antagonistas de los receptores glutamatérgicos NMDA, el PCP puede causar un tipo de daño cerebral conocido como lesiones de Olney.

## Uso médico y veterinario
La fenciclidina fue usada inicialmente después de la Primera Guerra Mundial como un anestésico quirúrgico. Debido a sus efectos adversos, su uso fue discontinuo hasta los años 50.
Fue comercializada por el laboratorio Parke-Davis con el nombre de Sernyl (refiriéndose supuestamente a la serenidad), pero nuevamente fue descontinuada por sus efectos adversos.
Prontamente se cambió su nombre (Sernylan) y se destinó al uso veterinario, como anestésico, pero de nuevo fue sacada del mercado. Sus efectos adversos y larga vida media en el cuerpo humano lo hacían inútil para aplicaciones médicas. Se retiene en el tejido graso y es metabolizado en PCHP (en inglés), PPC (en inglés) y PCAA (en inglés). Al fumarse, una parte es metabolizada por calor en 1-fenil-1-ciclohexeno (PC) y piperidina.

## Uso recreativo
La fenciclidina se consume en forma recreativa, principalmente en Estados Unidos, donde la demanda es cubierta por producción ilegal. Viene como polvo o líquido (base de fenciclidina disuelta principalmente en éter), pero es típicamente  rociada sobre hojas o cogollos cubiertos de resina, ya sea de marihuana, menta, orégano, perejil u hojas de jengibre, para ser fumada. A veces es consumida con éxtasis, una práctica conocida como "elephant flipping". La fenciclidina es una sustancia de la  Lista II de Estados Unidos y una sustancia Clase A en el Reino Unido.
El efecto sobre los receptores de glutamato de la fenciclidina es potente y prolongado, origina efectos irreversibles en consumidores crónicos, que clínicamente se asemejan tanto a síntomas negativos (ej. deterioro cognitivo, abulia, apatía, desinterés en la socialización) como a síntomas positivos (alucinaciones, delirios, disgregación del pensamiento, comportamiento desorganizado) de la esquizofrenia, tanto que incluso se considera la droga modelo para explicar la fisiopatología de esta enfermedad.

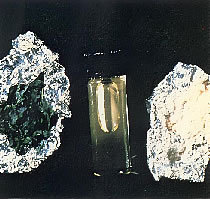
Algunas presentaciones de la droga PCP.